# Un amico magico: il maestro Nino Rota
Un amico magico: il maestro Nino Rota è un film del 1999, diretto da Mario Monicelli.